# Тихоновский, Алексей Лаврентьевич
Алексей Лаврентьевич Тихоновский (род. 15 сентября 1935, г. Корюковка (ныне Черниговской области Украины) — украинский советский учёный в области вакуумной металлургии, доктор технических наук (1975). Лауреат Государственной премии СССР (1974).

## Биография
После окончания в 1958 г. Киевского политехнического института работает в Институте электросварки АН УССР (ныне научно-исследовательский Институт электросварки им. Е. О. Патона Национальной академии наук Украины.
Основные труды — по проблемам электронно-лучевой плавки и рафинирования металлов и сплавов, теории физико-химических процессов в вакууме.

## Избранная библиография
- Рафинирование металлов и сплавов методом электронно-лучевой плавки (в соавт. 1984)